# Ведён
Ведён (фр. Vesdun) — коммуна во Франции, находится в регионе Центр. Департамент — Шер. Входит в состав кантона Сользе-ле-Потье. Округ коммуны — Сент-Аман-Монтрон.
Код INSEE коммуны — 18278.

## География
Коммуна расположена приблизительно в 260 км к югу от Парижа, в 160 км южнее Орлеана, в 65 км к югу от Буржа.
Деревня Ведён является одним из восьми претендентов на звание географического центра Франции.

## Население
Население коммуны на 2008 год составляло 633 человека.
| 1962 | 1968 | 1975 | 1982 | 1990 | 1999 | 2008 |
| ---- | ---- | ---- | ---- | ---- | ---- | ---- |
| 698  | 800  | 718  | 721  | 683  | 623  | 633  |

## Администрация
| Период | Период | Фамилия          | Партия                    | Примечания               |
| ------ | ------ | ---------------- | ------------------------- | ------------------------ |
| 1965   | 2008   | Жан-Мари Дюмонте | Разные правые             | член генерального совета |
| 2008   | 2014   | Жиль Пуантро     | Союз за народное движение |                          |

## Экономика
Основу экономики составляют виноградарство и сельское хозяйство.
В 2007 году среди 380 человек в трудоспособном возрасте (15-64 лет) 236 были экономически активными, 144 — неактивными (показатель активности — 62,1 %, в 1999 году было 73,6 %). Из 236 активных работали 204 человек (118 мужчин и 86 женщин), безработных было 32 (18 мужчин и 14 женщин). Среди 144 неактивных 19 человек были учениками или студентами, 51 — пенсионерами, 74 были неактивными по другим причинам.

## Достопримечательности
- Церковь Сен-Сир (XII век). Исторический памятник с 1994 года[4]
  - Фрески (XII—XIII века). Исторический памятник с 1986 года[5]
- Замок Ла-Кур
- Замок Руан

## Фотогалерея

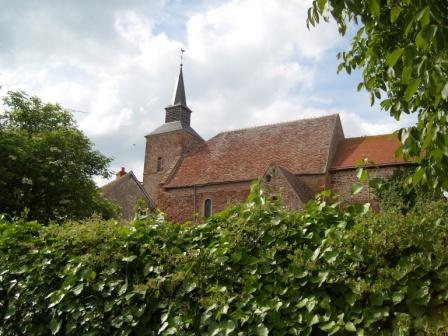
Церковь Сен-Сир
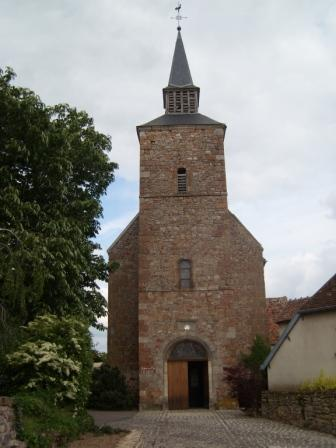
Церковь Сен-Сир
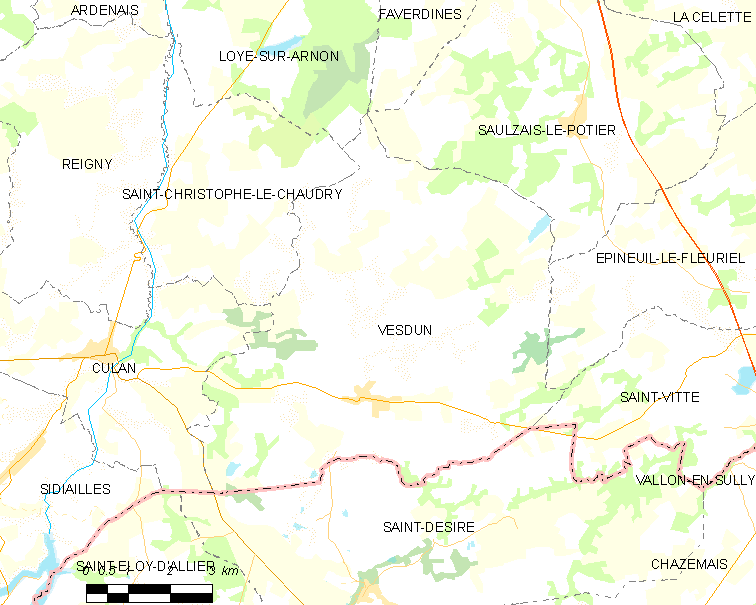
Карта коммуны